# Масонски заговор
Масонският заговор е вид на теория на конспирацията, според която има връзка между членовете на тайното общество на масоните и влиянието им върху много значими исторически събития, независимо дали това са преврати, революции, убийствата на известни и влиятелни личности и др. Вярата в участието на масонството в тези събития се основава на факта, че в историята много национални лидери, влиятелни и известни личности си признават, или им се приписва участие в една или друга масонска ложа. Смята се, че чрез тях масонството е оказвало влияние върху държавното развитие и хода на историческите събития. Теорията за масонския заговор (като теория на конспирацията) се използва като един от аргументите на консервативните и радикални националистически групи в обществото по време на политически сътресения, за да се даде обяснение за случващото се, или то да се използва като идеологическо оръжие срещу опонентите им. Достоверността на теория на конспирацията за всеобщ (световен, глобален) масонски заговор остава спорна, тъй като няма документално потвърждение според отрицателите ѝ.

## Цели
Основна цел на масоните е „Нов световен ред“ с единна световна валута и заличаване на различията между народите посредством въвеждането на обща световна религия и смесване на нациите.